# Ameerega braccata
Ameerega braccata es una especie de anfibio anuro de la familia Dendrobatidae.

## Distribución geográfica
Esta especie es endémica de Brasil. Habita en los estados de Mato Grosso, Mato Grosso do Sul y Goiás.

## Publicación original
- Steindachner, 1864 : Batrachologische Mittheilungen. Verhandlungen der Kaiserlich-Königlichen Zoologisch-Botanischen Gesellschaft in Wien, vol. 14, p. 239–288[5]